# 渋谷隆教

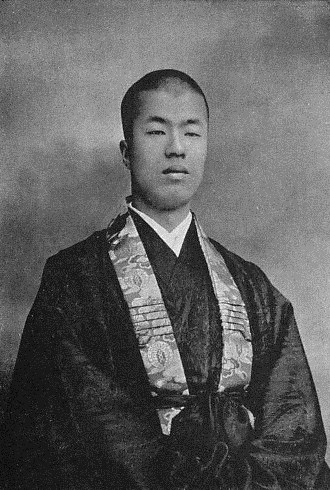
渋谷隆教

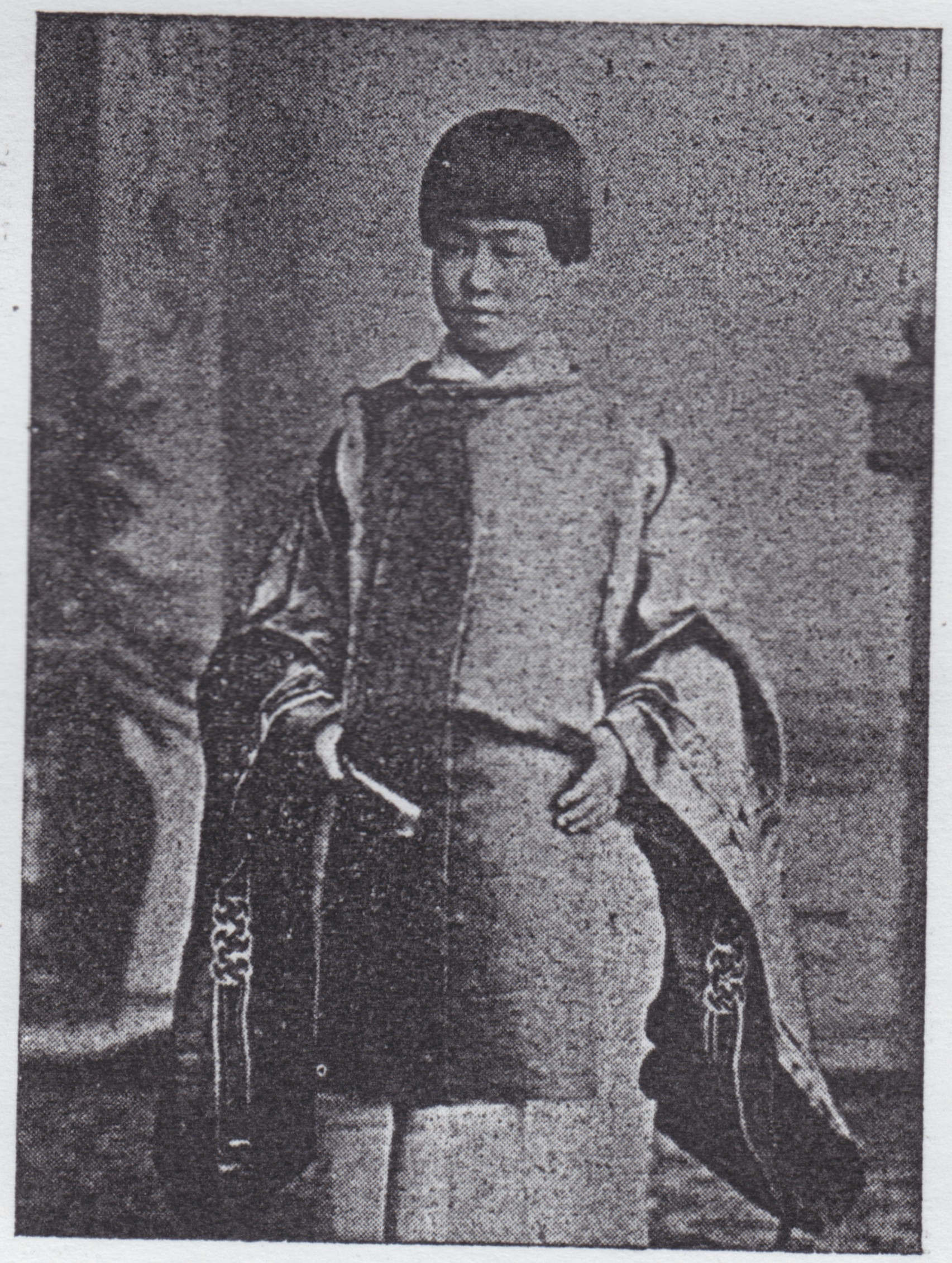
渋谷隆教

渋谷 隆教（しぶたに りゅうきょう、明治18年（1885年）1月5日 - 昭和37年（1962年）2月21日）は、浄土真宗の僧侶。佛光寺第28代門主。法名は真空。

## 経歴
明治18年（1885年）、佛光寺第26代管長渋谷家教（清棲家教）の子として生まれる。明治21年（1888年）に家教は渋谷家を離籍して清棲伯爵家を創設し、隆教が渋谷家の家督を相続することとなったが、幼少であったことから、第25代管長真達の未亡人である真意尼が第27代管長となる。明治29年（1896年）6月9日、男爵に叙される。なお、このとき同時に東西の大谷家（東本願寺、西本願寺）が伯爵に、木辺家（真宗木辺派）、常磐井家（真宗高田派）、華園家（真宗興正派）が男爵にそれぞれ叙されている（僧侶華族）。
明治38年（1905年）、真意尼の管長退職に伴い、第28代管長に就任。戦後に管長の呼称を廃止し門主と改称される。昭和23年（1948年）に子の真照（渋谷有教）が継承するまで佛光寺法主の地位にあった。

## 血縁
- 父：清棲家教（伏見宮邦家親王十五男）
- 母：倉橋満子（子爵倉橋素顕の長女）
- 妻：九条篷子（公爵九条道孝の六女で、貞明皇后の同母妹）
  - 子：方子（松平精の妻）
  - 子：公子（子爵小出英忠の妻）
  - 子：有教（仏光寺第29代門主、妻は第32代門主の渋谷恵照）